# Dante Emiliozzi
Dante Emiliozzi (Buenos Aires, Argentina, 10 de enero de 1916 - Olavarría, Buenos Aires, 24 de enero de 1989) fue un automovilista argentino que se consagró campeón de Turismo Carretera en cuatro oportunidades entre 1962 y 1965.
Segundo hijo del mecánico Torcuato Emiliozzi y Adalgisa Bormioli, nació en el barrio porteño de Floresta y a los pocos años de edad se mudó, junto a su familia a la ciudad de Olavarría.
Dante, junto a su hermano Torcuato, 4 años mayor que él, creció entre motores en el taller que tenía su padre en Olavarría, y de esa forma desarrolló su talento mecánico y su pasión por el automovilismo.
Sus comienzos en el mundo del automovilismo se dio a mediados de la década del 30 cuando comenzaron a correr en carreras de Ford T y Ford A, ganando varias de ellas.
La llegada de la Segunda Guerra Mundial hizo que los hermanos Emiliozzi se alejaran del «deporte motor» para dedicarse sólo a la mecánica.

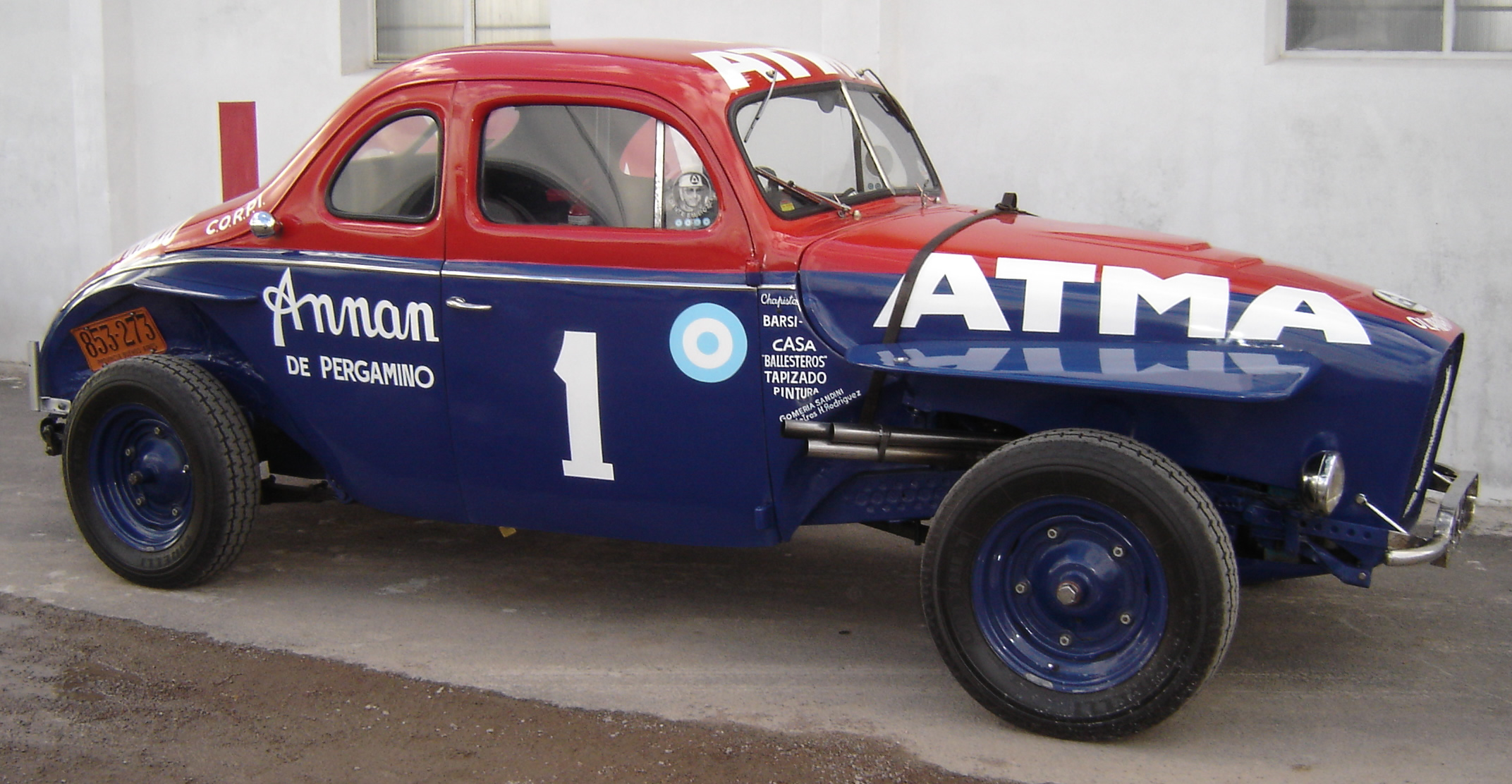
La Galera de los hermanos Emiliozzi.

Recién cuando terminó el conflicto volvió, siempre junto a su hermano, a trabajar dentro del automovilismo.
En 1950 comenzaron a crear «La Galera»; modificaron el motor Ford que venía de fábrica con válvulas laterales, las ubicaron en la cabeza del mismo y comenzaron a ensayar en carrera. Tras algunos fracasos iniciales, en 1953, llegó el primer triunfo, en Chacabuco.
Con La Galera, Dante obtendría los campeonatos de Turismo Carretera de 1962; 1963, ganando 10 de las 16 carreras que se disputaron y superando la barrera de los 200 km/h (203,526 km/h) de velocidad media en la Vuelta de Necochea; 1964 y 1965.
En 1966 comenzó a producirse una transformación en la categoría. Aparecieron autos más modernos y potentes como los Falcon con motor F-100. Entonces los Emiliozzi comenzaron a trabajar en el Baufer con motor F-100 pero el proyecto no fue todo lo exitoso que se esperaba y aunque en algunos tramos alcanzó los 260 km/h, no logró ganar ninguna carrera.
En 1968 Torcuato dejó la butaca de acompañante, que ocupó Octavio Sabattini, pero las participaciones en la categoría ya no fueron tan frecuentes.
El 9 de noviembre de 1969 en la primera Vuelta de Chivilcoy sufre un accidente que termina con el incendio del auto y, aunque, junto a Sabattini, logró escapar del fuego decidió retirarse de las pistas.
Alejado del automovilismo, falleció en Olavarría el 24 de enero de 1989. Como homenaje de la ciudad donde vivió gran parte de su vida, una avenida y el autódromo llevan su nombre.